# Centropus goliath
Centropus goliath е вид птица от семейство Cuculidae.

## Разпространение
Видът е разпространен в Индонезия.